# Saint-Michel-de-Rieufret
Saint-Michel-de-Rieufret är en kommun i departementet Gironde i regionen Nouvelle-Aquitaine i sydvästra Frankrike. Kommunen ligger i kantonen Podensac som tillhör arrondissementet Langon. År 2022 hade Saint-Michel-de-Rieufret 879 invånare.

## Befolkningsutveckling
Antalet invånare i kommunen Saint-Michel-de-Rieufret
Referens:INSEE